# Gordon Adam (Ruderer)
Gordon „Gordy“ Belgum Adam (* 26. Mai 1915 in Seattle, Washington; † 27. März 1992 in Laguna Hills, Kalifornien) war ein US-amerikanischer Ruderer.
Gordon Adam gehörte zusammen mit John White und Donald Hume zu dem Achter der Washington Huskies, des Sportteams der University of Washington, der 1935 bei den nationalen Achter-Meisterschaften der Intercollegiate Rowing Association die Freshmen-Meisterschaft gewann. 1936 und 1937 gehörte Adam zum siegreichen Achter der ersten Mannschaft, 1938 belegte er in seinem letzten Jahr den dritten Platz. 1936 qualifizierte sich der Achter der Huskies für die Teilnahme an den Olympischen Spielen in Berlin. Der Achter mit Adam, Herbert Morris, Charles Day, John White, Jim McMillin, George Hunt, Joseph Rantz, Donald Hume und Steuermann Robert Moch gewann in Berlin vor den Italienern und den Deutschen, wobei alle drei Boote innerhalb einer Sekunde über die Ziellinie ruderten.
Adam arbeitete nach seinem Studium 38 Jahre bei Boeing in Seattle.